# 越南石龙子
越南石龙子（学名：Plestiodon tamdaoensis）为石龙子科石龙子属的爬行动物，分布于越南北部及中国香港等地，模式产地为越南永福省三岛县。
其种加词“tamdaoensis”意为“三岛（Tam Dao）的”。

## 保护
本种于2023年被收录入《有重要生态、科学、社会价值的陆生野生动物名录》。